# Argemone subfusiformis
Argemone subfusiformis là một loài thực vật có hoa trong họ Anh túc. Loài này được Ownbey mô tả khoa học đầu tiên năm 1961.

## Hình ảnh

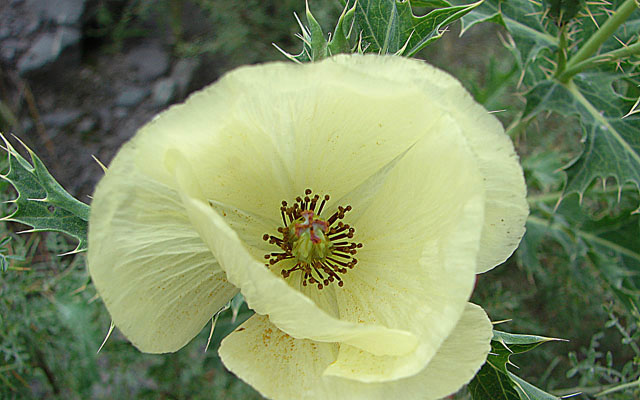